# Второе Ногтево
Второе Ногтево — пресноводное озеро на территории Амбарнского сельского поселения Лоухского района Республики Карелии.

## Общие сведения
Площадь озера — 1,3 км². Располагается на высоте 74,6 метров над уровнем моря.
Форма озера лопастная, продолговатая: оно почти на три километра вытянуто с северо-запада на юго-восток. Берега изрезанные, каменисто-песчаные, преимущественно возвышенные.
Через озеро протекает безымянный водоток, который, вытекая из Первого Ногтева озера, впадает в Печную губу Энгозера, воды из которого через реки Калгу и Воньгу попадают в Белое море.
Населённые пункты вблизи водоёма отсутствуют.
Код объекта в государственном водном реестре — 02020000711102000003054.